# Wendlandia acuminata
Wendlandia acuminata är en måreväxtart som beskrevs av John Macqueen Cowan. Wendlandia acuminata ingår i släktet Wendlandia och familjen måreväxter.
Artens utbredningsområde är Vietnam. Inga underarter finns listade i Catalogue of Life.